# Tricyphona margipunctata
Tricyphona (Tricyphona) margipunctata là một loài ruồi trong họ Pediciidae. Chúng phân bố ở vùng Indomalaya.